# Finnburgfragment
Het Finnburgfragment is een fragment van een oud Engels gedicht over de slag bij Finnburg.  De bestaande tekst komt van een verloren manuscript dat bewaard wordt in Lambeth Palace (Londen), de residentie van de aartsbisschop van Canterbury.
De Britse leraar George Hickes maakte op het eind van de 17e eeuw een afschrift van het manuscript en publiceerde dit in een boek over de oudheid in 1705. Enige tijd daarna werd het oorspronkelijke manuscript gestolen en is daarna verloren gegaan. Een van de moeilijkheden met de tekst is dat andere overzettingen die Hickes gemaakt heeft en waarmee vergelijkingen met het origineel kunnen worden gemaakt, meestal niet precies zijn, zodat de tekst echte verbeteringen nodig heeft.

## Tolkien
De Engelse geleerde en schrijver J.R.R. Tolkien heeft van de overgeleverde tekst een studie gemaakt waarbij hij probeerde om het oorspronkelijke verhaal achter het Finnesburg Fragment en Beowulf's 'Finnesburg Episode' te reconstrueren. Deze studie werd uiteindelijk bewerkt in het boek Finn en Hengest. Tolkien beweert daar dat het verhaal eerder historisch van karakter is dan legendarisch. Hij baseert zijn stelling met name op het feit dat het fragment in het overleverde gedicht geen christelijke verwijzingen bevat. De verbranding van Hnæf is duidelijk een heidens gebruik.